# Antoni Józef Żółkowski
Antoni Józef Żółkowski (ur. 6 czerwca 1686, zm. 19 stycznia 1763) – biskup katolicki.

## Życiorys
Wyświęcony na kapłana w 1715, w grudniu 1744 mianowany biskupem tytularnym Alalia i pomocniczym wileńskim, konsekrowany 21 lutego 1745 roku.
Pochowany w katedrze św. Stanisława i św. Władysława w Wilnie.